# 德勒古謝尼鄉 (加拉茨縣)
45°59′12″N 27°44′33″E / 45.9867°N 27.7426°E
德勒古謝尼鄉（羅馬尼亞語：Comuna Drăgușeni, Galați），是羅馬尼亞的鄉份，位於該國東部，由加拉茨縣負責管轄，面積94平方公里，海拔高度204米，2007年人口5,680，人口密度每平方公里61人。